# Pristimantis miyatai
Espèce
Synonymes
- Eleutherodactylus miyatai Lynch, 1984

Statut de conservation UICN

 LC  : Préoccupation mineure
Pristimantis miyatai est une espèce d'amphibiens de la famille des Craugastoridae.

## Répartition
Cette espèce est endémique du versant ouest de la cordillère Orientale en Colombie. Elle se rencontre entre 1 740 et 2 400 m d'altitude dans les départements de Santander, de Boyacá et de Cundinamarca.

## Étymologie
Cette espèce est nommée en l'honneur de Kenneth Ichiro Miyata.

## Publication originale
- Lynch, 1984 : New frogs (Leptodactylidae: Eleutherodactylus) from cloud forest of northern Cordillera Oriental, Colombia. Contributions in Biology and Geology, Milwaukee Public Museum, vol. 60, p. 1-19.